# Louise Rosskamová

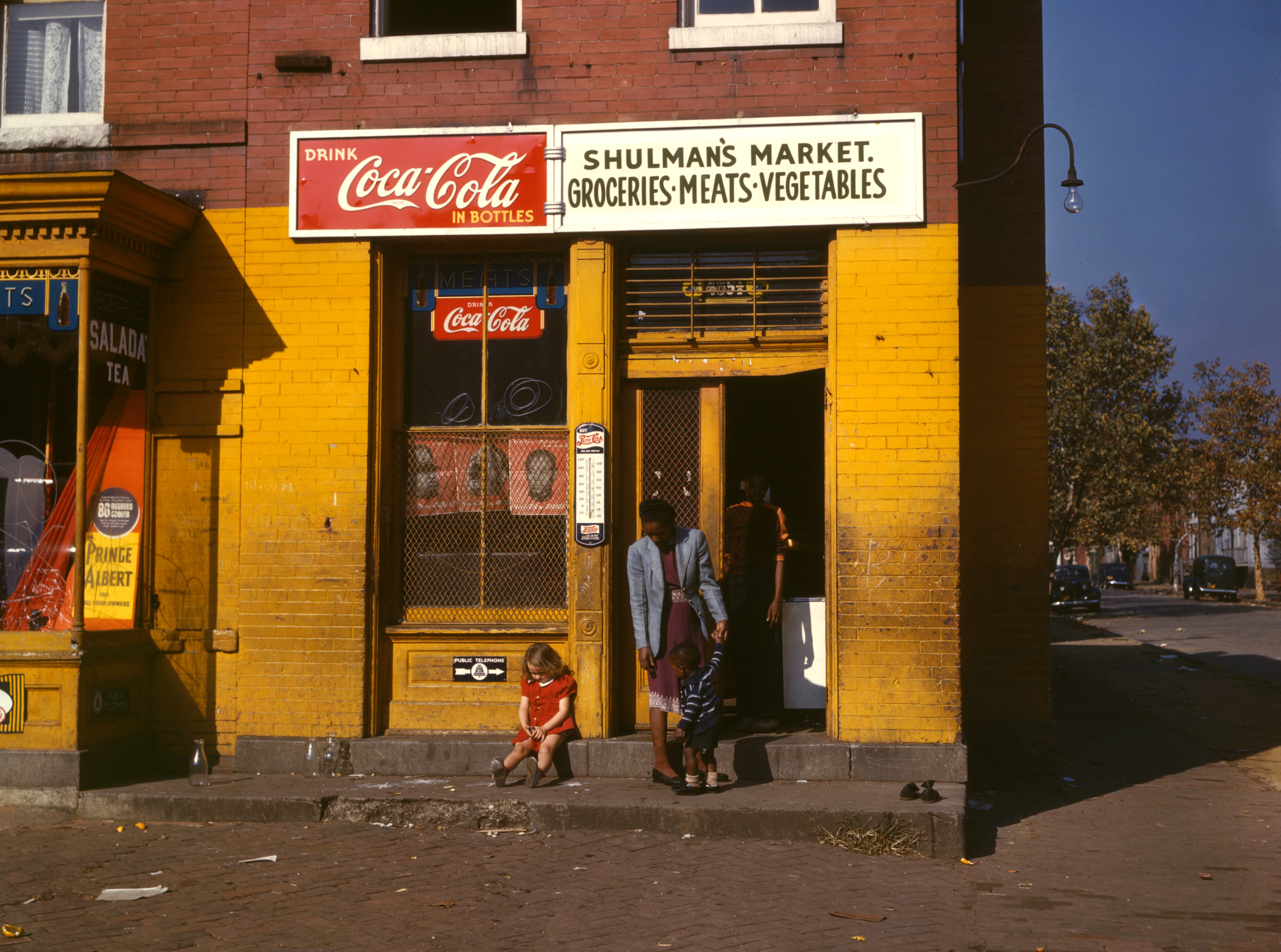
Shulman's Market v Southwest Waterfront blízko Washington D.C., 1941 nebo 1942

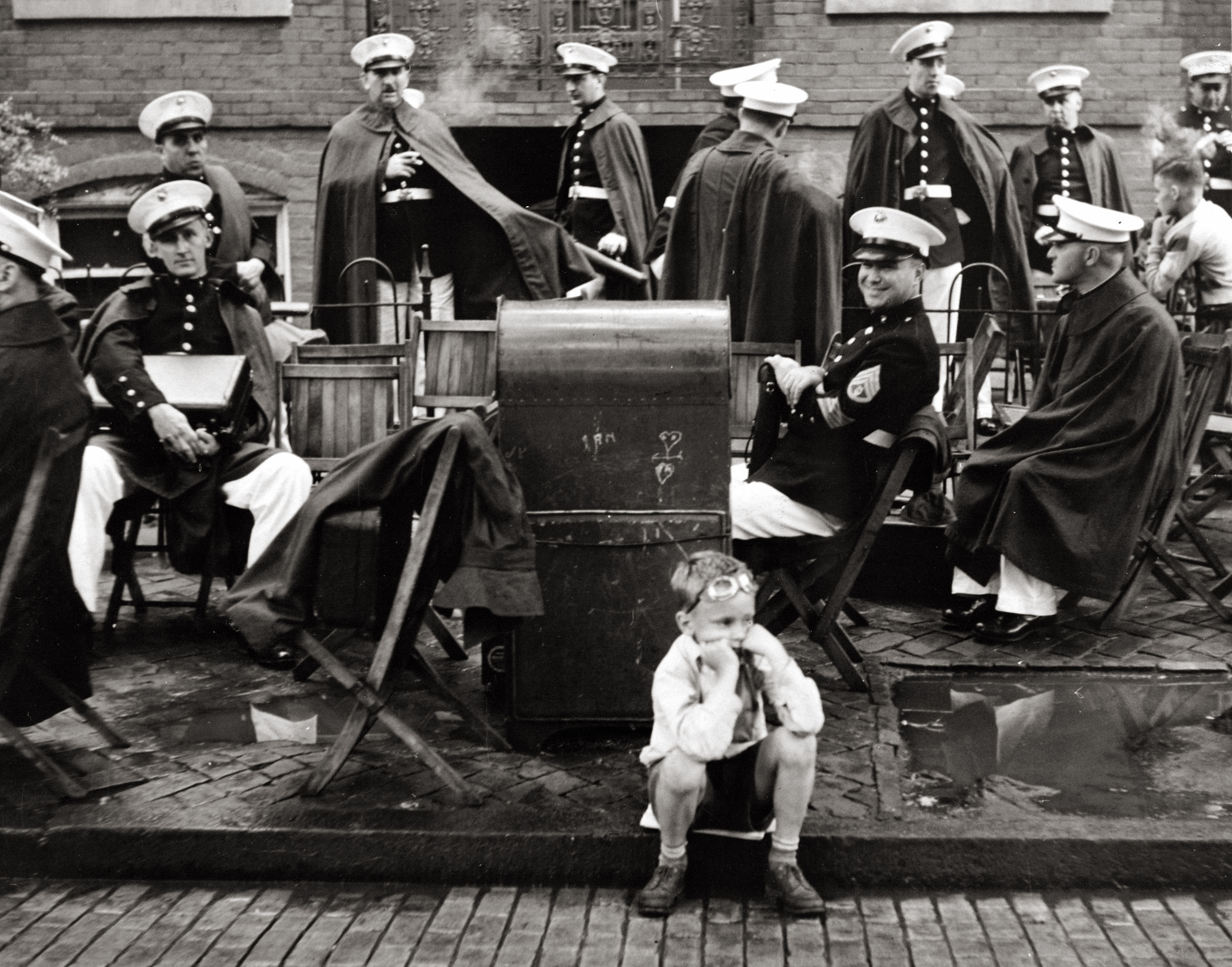
Chlapec čeká na vojenskou přehlídku, 1938

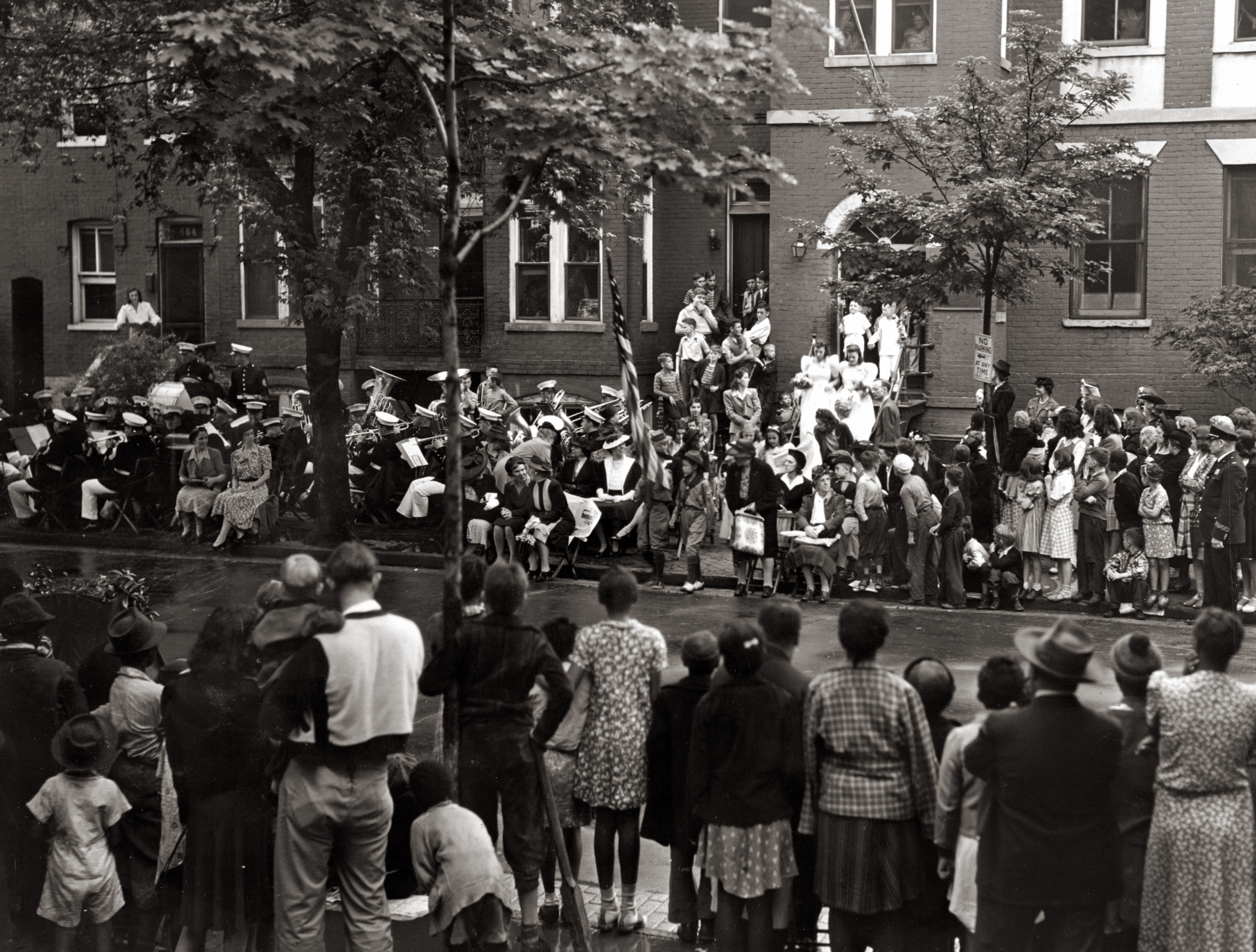
Falešná svatba

Louise Rosskamová (nepřechýleně  Rosskam; rozená Louise Rosenbaumová; 27. března 1910 Filadelfie – 1. dubna 2003) byla americká fotografka, která pracovala pro společnost Standard Oil Company a Farm Security Administration v polovině 20. století.
Spolu se svým manželem Edwinem Rosskamem (1903–1985) během Velké hospodářské krize a dokumentovala americký život, chudobu a strádání. Rosskamovi byli mezi skupinou talentovaných fotografů najatých Royem Strykerem, šéfem FSA v letech 1935 až 1944, právě v době, která je často nazývána "zlatým věkem dokumentární fotografie".

## Život
Louise se narodila v početné židovské rodině jako nejmladší z osmi dětí ve Filadelfii v Pensylvánii v roce 1910. Její otec byl Morris Rosenbaum, který emigroval zMaďarska ve čtrnácti letech. Její matka byla Hannah Rottenbergová z New Yorku.
V roce 1929 Louise potkala Edwina Rosskama, umělce a ctižádostivého fotografa, který pomohl Louise rozvíjet její talent. V roce 1933 Louise vystudovala biologii na Pensylvánské univerzitě.

## Kariéra
Během své kariéry Louisa a její manžel pracovali jako fotografové pro FSA a Office of War Informations. Společnost FSA byla vytvořena v USA v roce 1935 v rámci souboru opatření New Deal. Jejím úkolem bylo v krizi pomáhat proti americké venkovské chudobě. FSA podporovalo skupování okrajových pozemků, práci na velkých pozemcích s moderními stroji a kolektivizaci. Se vstupem USA do druhé světové války však nastala změna: projekt FSA dostal jiné jméno – Office of War Informations (OWI) – a také jiný program. Ve válce musela propaganda ukazovat, jak jsou Spojené státy silné a ne jaké mají potíže. V roce 1948, kdy FSA zanikla, byla dokonce snaha pořízené dokumenty zničit, aby nemohly být použity pro propagandu komunistickou.
Dále fotografovali pro společnost Standard Oil Company v New Jersey, Puerto Rico Office of Information a ministerstvo školství New Jersey. Mnohé z jejich děl, když pracovali pro vládu nebo státní agentury, jsou nyní v archivech Library of Congress a jsou součástí public domain.
V roce 1948, Rosskamovi zveřejnili fotografickou knihu Towboat River, ve které popisovali život na řece Mississippi.
Rosskamovi měli dvě dcery – Anitu a Susan.
Louise Rosskamová zemřela v New Jersey v roce 2003.